# Most cvijeća
Most cvijeća (rum. Podul de Flori) naziv je za velika okupljanja Rumunja i Moldavaca na rijeci Prut u dva navrata tijekom 1990. i 1991. godine, netom prije pada komunizma i konačnog raspada Sovjetskog saveza.
Na prvom okupljanju, 6. svibnja 1990., ukupno je 1,2 milijuna Rumunja 700 kilometara uzduž rumunjsko-moldavske granice prešlo rijeku Prut i time ušlo u Moldavsku SSR, prilikom čega su dočekani cvijećem, koje se bacalo i u rijeku Prut. Taj prelazak uspoređivan je s rušenjem Berlinskog zida. Kako je Moldavija još 20 godina prije Drugog svjetskog rata bila u sastavu Rumunjskog kraljevstva, mnogi su susreli svoje obitelji razdvojene nakon završetka rata, slično kao i obitelji u Zapadnoj i Istočnoj Njemačkoj. U podne su okupljeni zapjevali Te deum, a crkve s obje strane rijeke zvonile su cijeli dan.
U drugom okupljanju, 16. lipnja 1991., oko 150.000 Moldavaca iz Besarabije prešlo je moldavsko-rumunjsku granicu, a među sudionicima je bilo i izaslanstvo Moldavskog parlamenta na čelu s gradonačelnikom moldavskog glavnog grada Kišinjeva. U gradu Galaţiju tom prilikom podignut je spomen križa kao simbola ujedinjenja moldavskog i rumunjskog naroda. Dva mjeseca kasnije, moldavski preedsjednik Mircea Snegur preložio je rumunjskom kolegi ujedinjenje dviju zemalja, što je ovaj odbio nakon istupa vođe Sovjetskog saveza Mihaila Gorbačova i francuskog predsjednika Françoisa Mitterranda.
U okupljanjima su, između ostalog, sudjelovali pjesnik i akademik Grigore Vieru, glumac i političar Ion Ungureanu, kao i drugi politički i kulturni djelatnici. Mnogi su od njih javno iznijeli svoja svjedočanstva o prelascima granica i narodnim okupljanjima. O događaju su snimljeni i dokumentarni i igrani filmovi.